# Yoshifumi Kashiwa
Yoshifumi Kashiwa (柏 好文, Kashiwa Yoshifumi) est un footballeur japonais né le 28 juillet 1987. Il évolue au poste de milieu de terrain.

## Biographie
Kashiwa commence sa carrière professionnelle avec le Ventforet Kōfu. Il débute en première division lors de l'année 2011.
En 2014, il est transféré au Sanfrecce Hiroshima. Il participe avec cette équipe la Ligue des champions d'Asie et à la Coupe du monde des clubs.
Le 30 juin 2019, il inscrit son premier doublé dans le championnat du Japon, sur la pelouse des Kashima Antlers (score : 2-2). Il inscrit un total de huit buts en championnat cette saison là.

## Palmarès
- Champion du Japon en 2015 avec le Sanfrecce Hiroshima
- Vice-champion du Japon en 2018 avec le Sanfrecce Hiroshima
- Champion de J-League 2 (D2) en 2012 avec le Ventforet Kōfu
- Finaliste de la Coupe de la Ligue japonaise en 2014 avec le Sanfrecce Hiroshima
- Vainqueur de la Supercoupe du Japon en 2016 avec le Sanfrecce Hiroshima